# Rosulabryum queenslandicum
Rosulabryum queenslandicum là một loài rêu trong họ Bryaceae. Loài này được J.R. Spence & H.P. Ramsay mô tả khoa học đầu tiên năm 1999.